# Anastoechus ravus
Anastoechus ravus är en tvåvingeart som beskrevs av Greathead 1970. Anastoechus ravus ingår i släktet Anastoechus och familjen svävflugor. Inga underarter finns listade i Catalogue of Life.